# Забродье (Жлобинский район)
Забродье (бел. Забро́ддзе) — деревня в Жлобинском районе Гомельской области Республики Беларусь. В составе Доброгощанского сельсовета.

## География
Расстояние до Гомеля 78 км, до Жлобина — 29 км. Ближайшие населённые пункты Василевичи — 1 км, Ляды — 4 км, Затон, Доброгоща, Сельное — 5 км.

### Транспортная сеть
Транспортные связи по просёлочной, а затем по автомобильной дороге Н4332.

## История
В 1908 году деревня в Якимо-Слободской волости Речицкого уезда Минской губернии, 476 жителей, 49 дворов.

## Население

### Численность
- 2009 год — 52 жителя

### Динамика
- 1908 год — 476 жителей, 49 дворов[2]
- 2009 год — 52 жителя (перепись населения)[2]

## Улицы
- Песчаная
- Родниковая

## Достопримечательность
- Агроусадьба "Отала". Вблизи река Березина.

## Известные лица
- Литош, Анастасия Ивановна (1919 — 1998) — Герой Социалистического Труда (1966).